# Thomas Richards (atleta)
Thomas Richards   (Cwmbrân, 15 de març de 1910 - Londres, 19 de gener de 1985) va ser un atleta gal·lès, especialista en curses de fons i en especial les maratons, que va competir durant les dècades de 1940 i 1950.
El 1948 va prendre part en els Jocs Olímpics de Londres, on guanyà la medalla de plata en la marató del programa d'atletisme, rere l'argentí Delfo Cabrera.
Durant la seva carrera esportiva guanyà una desena de maratons.

## Millors marques
- Marató. 2h 29' 54" (1954)[1]